# 天義報
《天義報》是一份無政府主義刊物，為女子復權會的機關報。天義報於1907年6月10日創辦於日本東京，在上海有發行所。主編為何殷震，劉師培、汪公權等人負責撰稿。1908年停刊，共出版19期。該刊物支持無政府主義和政治、經濟、種族革命，呼籲婦女解放和空想社會主義，反對君主立憲和共和革命。該刊物譯載過共產黨宣言1888年英文版序言以及第一章的部分內容。